# Sh2-154
Sh2-154 è una nebulosa a emissione visibile nella costellazione di Cefeo.
Si individua nella parte sudorientale della costellazione, a metà strada fra le stelle Alderamin e Caph; il periodo più indicato per la sua osservazione nel cielo serale ricade fra i mesi di luglio e dicembre ed è notevolmente facilitata per osservatori posti nelle regioni dell'emisfero boreale terrestre, dove si presenta circumpolare fino alle regioni temperate calde.
Si tratta di una regione H II di discreta estensione, situata alla distanza di circa 1000 parsec (circa 3260 anni luce), nella medesima area del Braccio di Orione in cui si trovano le associazioni stellari Cepheus OB2 e Cepheus OB3. Secondo Avedisova, la responsabile della sua ionizzazione sarebbe una gigante blu di classe spettrale B0III. Attorno a questa nebulosa si trovano diverse nubi molecolari, la cui presenza è ben evidente alla lunghezza d'onda del 13CO; fra queste la più notevole è [YDM97] CO 50, la cui massa è pari a 1800 M⊙, seguita da [YDM97] CO 43, con una massa di 440 M⊙, e [YDM97] CO 45, con una massa di 200 M⊙.